# Давыдов, Юрий Львович
Ю́рий (Гео́ргий) Льво́вич Давы́дов (1876—1965) — чигиринский уездный предводитель дворянства в 1906—1912 годах, директор Киевского отделения Русского музыкального общества, брат основателя музея Чайковского в Клину Владимира Давыдова и любимой племянницы композитора Татьяны Давыдовой.

## Биография
Происходил из старинного дворянского рода. Младший сын Льва Васильевича Давыдова (1837—1896) и Александры Ильиничны Чайковской (1842—1891). Племянник композитора П. И. Чайковского, внук декабриста В. Л. Давыдова и брат основателя музея Чайковского в Клину Владимира Давыдова и любимой племянницы композитора Татьяны Давыдовой. Крупный землевладелец Киевской и Минской губерний (более 8500 десятин).
По окончании Николаевского кавалерийского училища в 1896 году, выпущен был корнетом в лейб-гвардии Конно-гренадерский полк.
12 сентября 1903 года вышел в запас в чине поручика и посвятил себя сельскому хозяйству в своих родовых имениях. В том же году был избран членом Чигиринской уездной земской управы. В 1906 году был назначен чигиринским уездным предводителем дворянства, в каковой должности пробыл до 1912 года. Также состоял почетным мировым судьей по Чигиринскому уезду, гласным Киевского губернского земства и председателем его ревизионной комиссии. Из наград имел орден святой Анны 2-й степени.
Кроме того, состоял: председателем Киевского общества сельского хозяйства и сельскохозяйственной промышленности, председателем правления Общества взаимного страхования землевладельцев Киевской, Подольской и Волынской губерний, председателем Общества пенсионной кассы служащих в сельском хозяйстве и сельскохозяйственной промышленности, председателем правления Киевского промышленного общества взаимного кредита, директором Киевских сельскохозяйственных курсов, секретарем Союза землевладельцев и земледельцев Киевской губернии, а также членом Киевской экспортной палаты.
Был членом совета целого ряда других общественных, благотворительных и просветительных учреждений. В начале 1913 года был избран директором Киевского отделения Русского музыкального общества. Позднее в том же году принимал деятельное участие в организации Киевской выставки и состоял почётным товарищем почётного председателя выставки.
После революции 1917 года не эмигрировал. С 1937 года работал в доме-музее П. И. Чайковского в Клину, а с 1945 года состоял его главным хранителем. Оставил две книги воспоминаний о Чайковском: «Записки о П. И. Чайковском» (Москва, 1962) и «Клинские годы творчества Чайковского» (Москва, 1965). Был награждён орденом Трудового Красного Знамени (22.06.1946).
Скончался в 1965 году в Клину. Похоронен на местном Демьяновском кладбище.

## Семья
Был женат на Маргарите Николаевне Лопухиной (1864—1931). Их дети: Ирина (1900—1989), Татьяна (1902—1925), Ксения (1905—1989) и Георгий.

## Опубликованные работы
- Давыдов Ю. Л. Записки о П. И. Чайковском / Общая ред. и примеч. Г. И. Навтикова. — М.: Музгиз, 1962. — 116, [16] с.
- Давыдов Ю. Л. Клинские годы творчества Чайковского / Под общ. ред. Ю. А. Федосюка. — М.: Московский рабочий, 1965. — 128 с. — 30 000 экз.